# Guyonvelle

Guyonvelle este o comună în departamentul Haute-Marne din nord-estul Franței. În 2009 avea o populație de 120 de locuitori.

## Evoluția populației
| An        | 1975 | 1982 | 1990 | 1999 | 2006 | 2009 |
| --------- | ---- | ---- | ---- | ---- | ---- | ---- |
| Populație | 189  | 177  | 146  | 120  | 121  | 120  |